# Paul von Hase
Paul von Hase (ur. 24 lipca 1885, zm. 8 sierpnia 1944 w Berlinie) –  generał niemiecki, uczestnik I wojny światowej i II wojny światowej, członek ruchu oporu, uczestnik spisku na życie Hitlera z 20 lipca 1944, za udział w którym został skazany na karę śmierci i stracony.

## Życiorys
Paul von Hase urodził się 24 lipca 1885 roku w Hanowerze. W 1905 roku wstąpił na ochotnika do elitarnego 1 Pułku Grenadierów Gwardii im. Cesarza Aleksandra, gdzie został wyszkolony na oficera – stopień oficerski Leutnant uzyskał w 1907 roku. W 1913 roku został przeniesiony do 5 Pułku Grenadierów Gwardii, z którym walczył podczas I wojny światowej w Belgii, a następnie w Prusach Wschodnich, Polsce i Rosji. Po wojnie został wcielony do Reichswehry. W latach 1921–1926 służył w 9 Pułku Piechoty. W 1926 roku został komendantem poligonu wojskowego w Kummersdorfie. W 1934 roku objął dowództwo II Batalionu 5 Pułku Piechoty, a w 1935 roku naczelne dowództwo 50 Pułku Piechoty w Landsbergu an der Warthe. W 1938 roku miał stopień generała majora i był zaznajomiony z planami zamachu na Hitlera na wiosnę 1938 roku przygotowywanym przez grupy oporu w kręgach oficerskich Wehrmachtu . Von Hase był gotowy poprowadzić swoje oddziały przeciwko rządowi lub przynajmniej do walki z Gestapo i SS.
Von Hase brał udział w ataku na Polskę i w kampanii francuskiej . Jesienią 1940 roku zachorował i przebyta choroba sprawiła, że nie był zdolny do walki na froncie . Został komendantem miasta Berlina (niem. Stadtkommandant) . W stolicy zacieśnił kontakty z Ludwigiem Beckem i grupą wokół Friedricha Olbrichta . Jako komendant miasta miał odegrać ważną rolę w realizacji operacji Walkiria . 20 lipca wydał rozkaz do odcięcia dzielnicy rządowej Berlina
 . Po zdradzie spiskowców przez Remera, który był odpowiedzialny za zamknięcie dzielnicy rządowej i aresztowanie Goebbelsa , von Hase został aresztowany jako jeden z pierwszych . Przesłuchiwany nie wydał nikogo ze współspiskowców, biorąc na siebie całą odpowiedzialność za pucz.
8 sierpnia został skazany w pierwszym procesie spiskowców na karę śmierci i stracony tego samego dnia w Berlinie-Plötzensee .
Von Hase był wujem działacza antynazistowskiego Dietricha Bonhoeffera (1906–1945).

## Odznaczenia
- Krzyż Żelazny I i II Klasy z Okuciem Ponownego Nadania[14]
- Krzyż Honorowy[14]
- Srebrny Krzyż Niemiecki (30 grudnia 1943)[14]
- Czarna Odznaka za Rany[15]
- Wielki Oficer I Klasy Odznaki Honorowej za Zasługi[16]
- Kawaler I klasy Orderu Alberta z Mieczami[15]
- Hamburski Krzyż Hanzeatycki[15]